# Ōsakikamijima (Hiroshima)
Ōsakikamijima (大崎上島町 Ōsakikamijima-chō?) es un pueblo localizado en la prefectura de Hiroshima, Japón. En junio de 2019 tenía una población estimada de 7.510 habitantes y una densidad de población de 174 personas por km². Su área total es de 43,11 km².

## Demografía
Según los datos del censo japonés, esta es la población de Ōsakikamijima en los últimos años.
| Año del censo | Población |
| ------------- | --------- |
| 1995          | 10.854    |
| 2000          | 10.131    |
| 2005          | 9.236     |
| 2010          | 8.448     |
| 2015          | 7.992     |